# Saint-Louis (Moselle)
Pour les articles homonymes, voir Saint-Louis.
Ne pas confondre avec l'autre Saint-Louis de Moselle, Saint-Louis-lès-Bitche, du canton de Bitche.
Saint-Louis est une commune française située dans le département de la Moselle en région Grand Est.
Cette commune se trouve dans la région historique de Lorraine, elle fait partie du pays de Sarrebourg et de la communauté de communes du Pays de Phalsbourg. Ses habitants, au nombre de 665 en 2017, sont les Ludoviciens.

## Géographie
Le village de Saint-Louis se situe au nord-ouest du massif des Vosges, à 8 km à l'ouest de Phalsbourg et à 12 km à l'est de Sarrebourg. Il est positionné sur un plateau entre les deux vallées de la Zorn au nord (où on a fait passer le canal de la Marne au Rhin) et du ruisseau Heyerst au sud.
Fondé sur le plateau, et non dans les petites vallées pré-vosgiennes où se situent les villages environnants plus anciens, le village ludovicien reste très rural, entouré de nombreuses terres cultivées et forêts. Le village est également particulier du point de vue de sa morphologie urbaine : il est créé pendant la guerre de Trente Ans — qui le détruira — sur le modèle du  type village-rue, où l'église est située à la croisée des deux axes principaux et parfaitement rectilignes du village, et où la largeur de la rue principale est porté à près de 30 mètres.
Il est issu du même modèle que Henridorff, village voisin : mêmes villages de fondation posés sur le plateau, même époque (vers 1614 pour Henridorff, 1629 pour Saint-Louis), même orientation de la rue principale et des maisons sud-ouest / nord-est, même rue secondaire croisée avec la première, mêmes largeurs de rue principale de près de 30 m avec larges usoirs devant les maisons.

### Voies de communication et transports
Trafic fluvial
Depuis la seconde moitié du XXe siècle, cette commune tire sa réputation du plan incliné de Saint-Louis-Arzviller, un ascenseur à bateaux de 1969 permettant la traversée des Vosges par voie d'eau en remplacement de 17 écluses du canal de la Marne au Rhin. Sa disposition transversale le rend unique en Europe. Il permet aux péniches et bateaux de tourisme de franchir une dénivellation de 45 m en une seule fois, leur faisant gagner une journée de trajet. C'est aussi un ouvrage écologique permettant de faire l'économie d'une grande quantité d'eau.
Voies ferrées
L'ancienne gare d'Arzviller, située sur la ligne classique de chemin de fer Paris - Strasbourg, se trouve sur le ban communal de Saint-Louis. Elle est aujourd'hui fermée à tout trafic ; les gares ouvertes les plus proches sont les gares de Sarrebourg, Réding et Lutzelbourg.

### Écarts et lieux-dits
Henning ; Hofmuhl ; Nudelhoff

### Hydrographie
La commune est située dans le bassin versant du Rhin au sein du bassin Rhin-Meuse. Elle est drainée par le canal de la Marne au Rhin, la Zorn, le ruisseau d'Arzviller, le ruisseau de Heyerst et le ruisseau Forellenbaechel.
Le canal de la Marne au Rhin, d'une longueur totale de 314 km, et 178 écluses à l'origine, relie la Marne (à Vitry-le-François) au Rhin (à Strasbourg). Par le canal latéral de la Marne, il est connecté au réseau navigable de la Seine vers l'Île-de-France et la Normandie.
La Zorn, d'une longueur totale de 96,7 km, prend sa source dans la commune de Walscheid et se jette  dans le canal de la Marne au Rhin à Rohrwiller, après avoir traversé 34 communes.

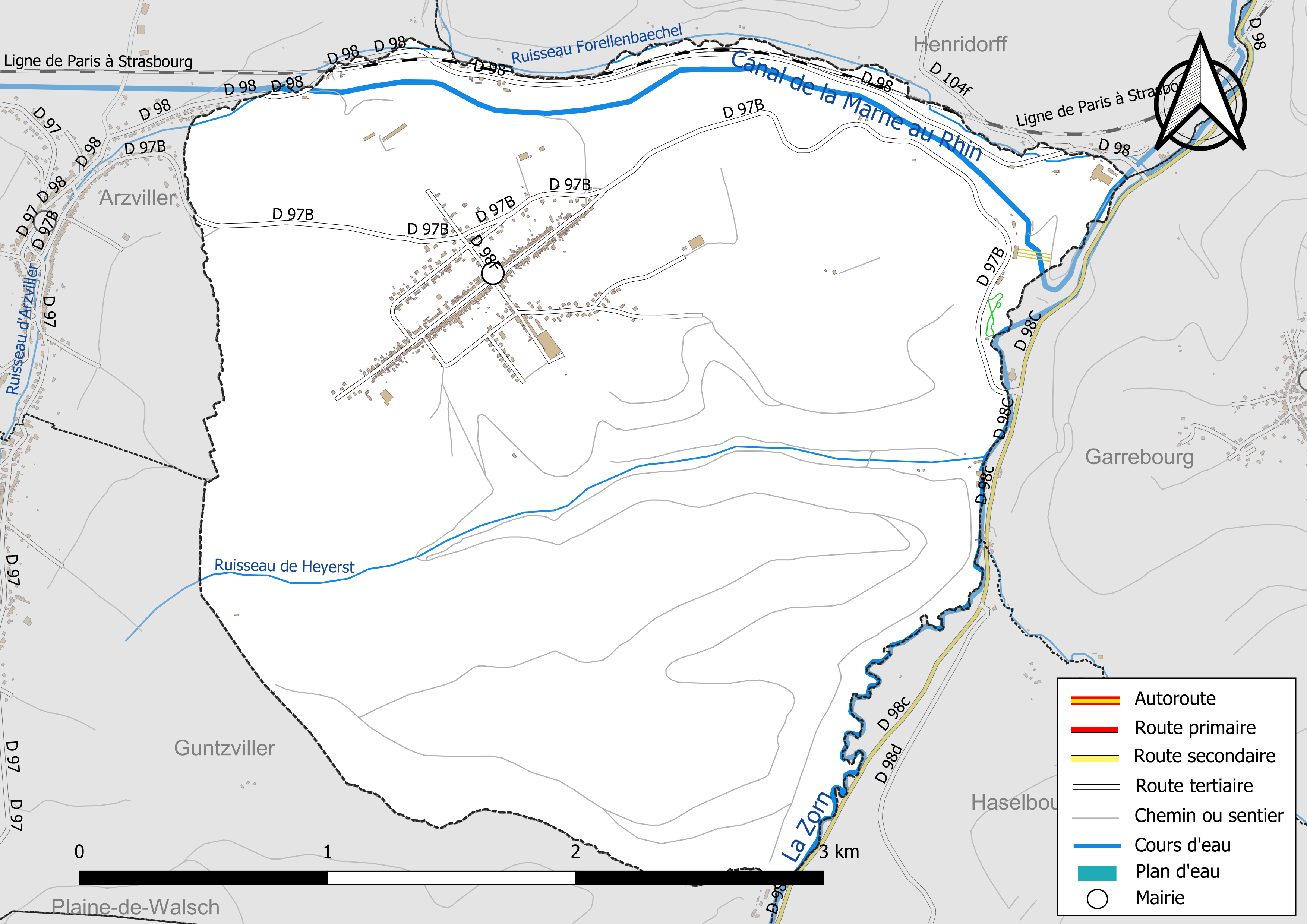
Réseaux hydrographique et routier de Saint-Louis.

La qualité des eaux des principaux cours d’eau de la commune, notamment du canal de la Marne au Rhin et de la Zorn, peut être consultée sur un site dédié géré par les agences de l’eau et l’Agence française pour la biodiversité.

### Climat
Pour des articles plus généraux, voir Climat du Grand Est et Climat de la Moselle.
En 2010, le climat de la commune est de type climat des marges montargnardes, selon une étude du Centre national de la recherche scientifique s'appuyant sur une série de données couvrant la période 1971-2000. En 2020, Météo-France publie une typologie des climats de la France métropolitaine dans laquelle la commune est exposée à un climat semi-continental et est dans la région climatique  Vosges, caractérisée par une pluviométrie très élevée (1 500 à 2 000 mm/an) en toutes saisons et un hiver rude (moins de 1 °C). 
Pour la période 1971-2000, la température annuelle moyenne est de 9,3 °C, avec une amplitude thermique annuelle de 17,2 °C. Le cumul annuel moyen de précipitations est de 994 mm, avec 11,1 jours de précipitations en janvier et 10,6 jours en juillet. Pour la période 1991-2020, la température moyenne annuelle observée sur la station météorologique de Météo-France la plus proche, « Phalsbourg_sapc », sur la commune de Danne-et-Quatre-Vents à 10 km à vol d'oiseau, est de 10,4 °C et le cumul annuel moyen de précipitations est de 864,9 mm. 
La température maximale relevée sur cette station est de 38,1 °C, atteinte le 12 août 2003 ; la température minimale est de −22 °C, atteinte le 10 février 1956,,. 
Les paramètres climatiques de la commune ont été estimés pour le milieu du siècle (2041-2070) selon différents scénarios d'émission de gaz à effet de serre à partir des nouvelles projections climatiques de référence DRIAS-2020. Ils sont consultables sur un site dédié publié par Météo-France en novembre 2022.

## Urbanisme

### Typologie
Au 1er janvier 2024, Saint-Louis est catégorisée commune rurale à habitat dispersé, selon la nouvelle grille communale de densité à sept niveaux définie par l'Insee en 2022.
Elle est située hors unité urbaine. Par ailleurs la commune fait partie de l'aire d'attraction de Sarrebourg, dont elle est une commune de la couronne,. Cette aire, qui regroupe 87 communes, est catégorisée dans les aires de 50 000 à moins de 200 000 habitants,.

### Occupation des sols
L'occupation des sols de la commune, telle qu'elle ressort de la base de données européenne d’occupation biophysique des sols Corine Land Cover (CLC), est marquée par l'importance des forêts et milieux semi-naturels (57,9 % en 2018), une proportion sensiblement équivalente à celle de 1990 (57,1 %). La répartition détaillée en 2018 est la suivante : 
forêts (57,9 %), terres arables (15,6 %), prairies (10,1 %), zones urbanisées (6,3 %), zones agricoles hétérogènes (6,2 %), cultures permanentes (3,9 %). L'évolution de l’occupation des sols de la commune et de ses infrastructures peut être observée sur les différentes représentations cartographiques du territoire : la carte de Cassini (XVIIIe siècle), la carte d'état-major (1820-1866) et les cartes ou photos aériennes de l'IGN pour la période actuelle (1950 à aujourd'hui).

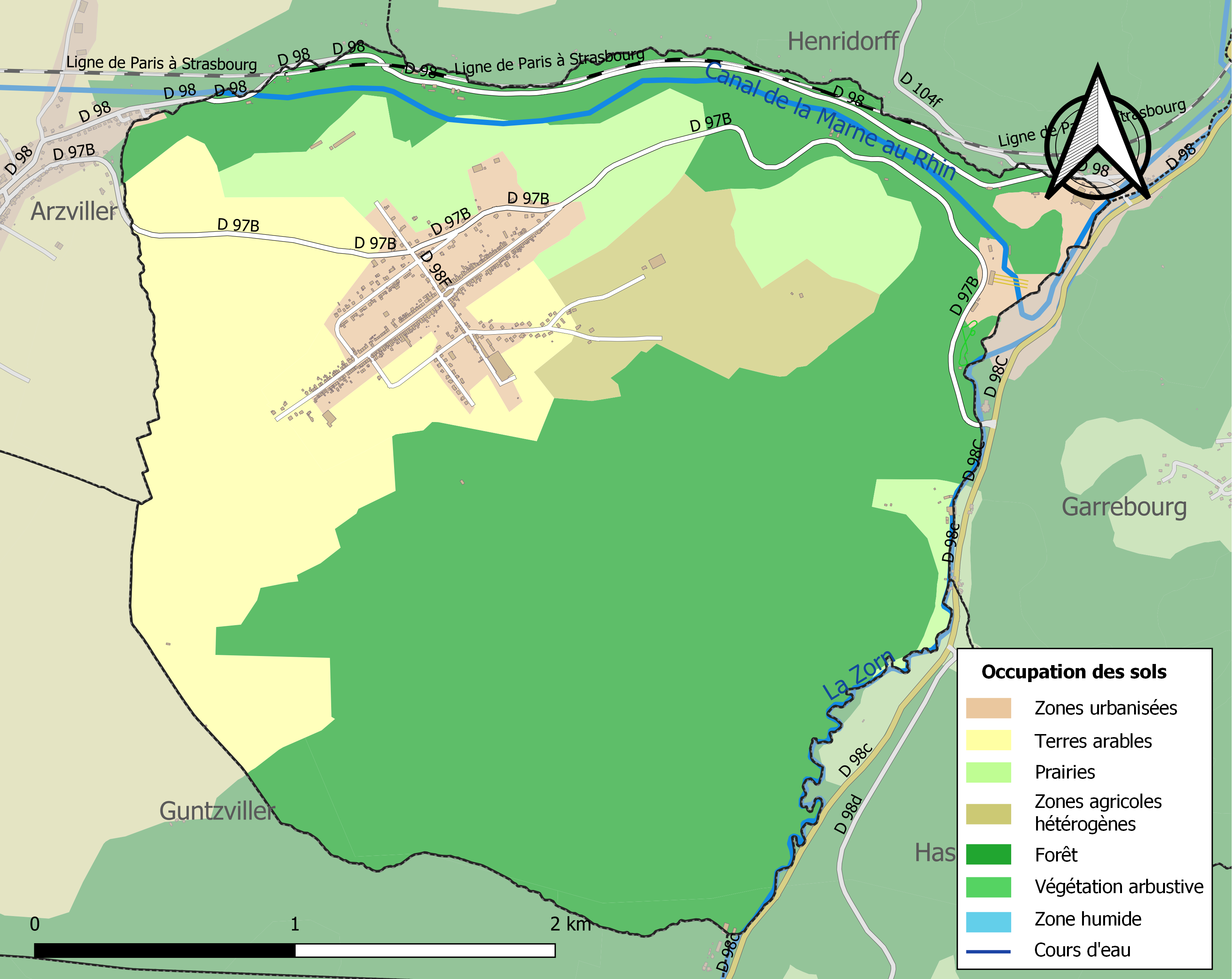
Carte des infrastructures et de l'occupation des sols de la commune en 2018 (CLC).

## Toponymie
Le village tire son nom de Louis de Guise, prince de Lixheim, qui fonde le village en 1629.
Au cours de la Révolution française, la commune porte les noms de Commune-de-Montagne, Keyersberg et de Münsthal. À cette époque, toute mention civile doit être laïque, les communes ayant des toponymes en Saint- sont donc renommées, en l'occurrence Saint-Louis.
Par la suite, la commune est mentionnée sous les noms de Heyersberck en 1793, Hiersberg (Saint-Louis) en 1801, Heyersberg en 1831, Saint-Louis ou Heyersberg en 1845. Le Heyerst étant le ruisseau situé au sud du village.
En francique lorrain, la commune est appelée Sînt-Lui.

### Sobriquet
- Sobriquet des habitants : Schlenzer[18].

## Histoire
- 1629 : un village-rue du nom de Sainct-Louis est créé dans la principauté de Lixheim par le prince Louis de Guise près de l'emplacement des villages ruinés de Rotherbach (ou Roterbach) et Heigerst.
- 1634 : destruction de Saint-Louis par la Guerre de Trente Ans.
- 1705 : repeuplement de Saint-Louis, notamment en faisant appel à des habitants de régions et de pays voisins par des incitations fiscales (dispense d'impôt par exemple). Saint-Louis étant germanophone, les efforts de repeuplement portaient sur des populations germanophones, tels que des Suisses, Bavarois, Tyroliens… etc. Ce repeuplement est encore lisible à Saint-Louis dans la particularité des patronymes. On sait par exemple que le patronyme Fixaris vient d'Irlande, que Buechly/Büchly ou Froeliger/Froelicher ont pour origine la Suisse (région d'Argovie pour les premiers, de Soleure pour les seconds).
- 1871-1918 : Saint-Louis est rattachée à l'Empire allemand au sein de l'Alsace-Lorraine et prend pour nom Sankt Ludwig bei Pfalzburg.
- 1940 : le village fut à nouveau en grande partie détruit le 18 juin 1940 par les bombardiers allemands, en raison de l’intérêt stratégique dû à la présence de la double voie d'eau (canal) et ferrée qui reliait Paris à Strasbourg. La rue la plus touchée porte désormais le nom de « rue du 18 juin ».
- 1940-1944 Saint-Louis est rattachée de fait à l'Allemagne nazie au sein du Gau Westmark (capitale régionale : Sarrebruck) et prend pour nom Heiersberg.

Isolé géographiquement et culturellement pendant des siècles, Saint-Louis a fini par s'ouvrir au monde. Sa particularité réside dans son histoire et dans sa culture. Au début du XXIe siècle, on y parle encore souvent le « platt », un dialecte proche de l'allemand qui reste très répandu dans le village. En 2007, presque toutes les générations le parlent ou le comprennent.

### Carrière
Saint-Louis possédait au moins une carrière « estimée » de pierre de taille : pierre de grès rose des Vosges utilisée pour la construction des ouvrages du canal et du chemin de fer, puis pour faire du commerce par voie fluviale et naturellement pour la construction des diverses églises et maisons. Cette carrière est désormais abandonnée.

## Politique et administration

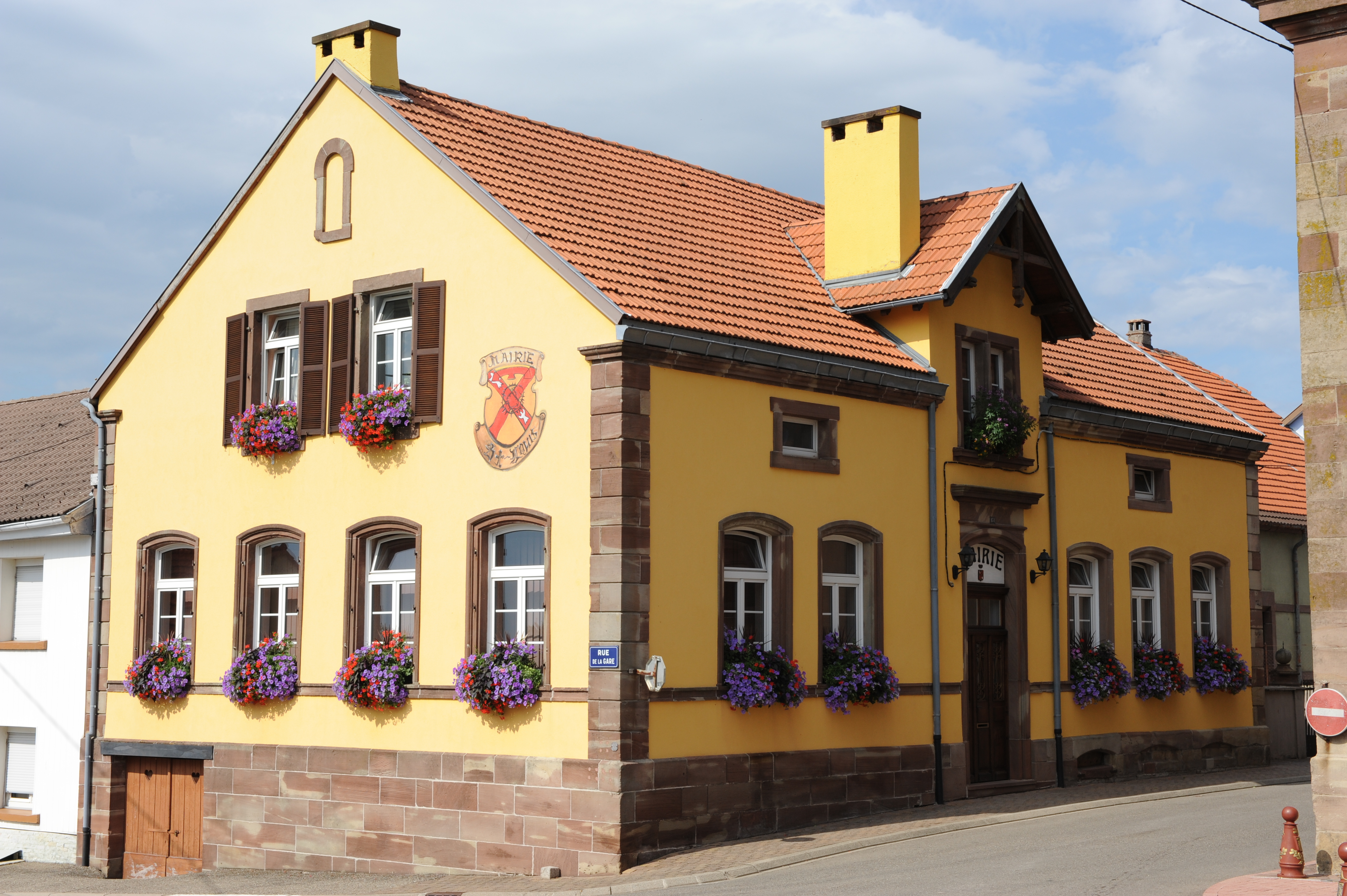
La mairie.

## Démographie
L'évolution du nombre d'habitants est connue à travers les recensements de la population effectués dans la commune depuis 1793. Pour les communes de moins de 10 000 habitants, une enquête de recensement portant sur toute la population est réalisée tous les cinq ans, les populations de référence des années intermédiaires étant quant à elles estimées par interpolation ou extrapolation. Pour la commune, le premier recensement exhaustif entrant dans le cadre du nouveau dispositif a été réalisé en 2006.

En 2022, la commune comptait 622 habitants, en évolution de −5,76 % par rapport à 2016 (Moselle : +0,52 %, France hors Mayotte : +2,11 %).
| 1793 | 1800 | 1806 | 1821 | 1831 | 1836 | 1841 | 1846 | 1851 |
| ---- | ---- | ---- | ---- | ---- | ---- | ---- | ---- | ---- |
| 505  | 495  | 799  | 754  | 847  | 836  | 852  | 943  | 865  |

| 1856 | 1861 | 1871 | 1875 | 1880 | 1885 | 1890 | 1895 | 1900 |
| ---- | ---- | ---- | ---- | ---- | ---- | ---- | ---- | ---- |
| 801  | 844  | 835  | 785  | 826  | 846  | 881  | 901  | 932  |

| 1905 | 1910 | 1921 | 1926 | 1931 | 1936 | 1946 | 1954 | 1962 |
| ---- | ---- | ---- | ---- | ---- | ---- | ---- | ---- | ---- |
| 952  | 915  | 846  | 808  | 793  | 739  | 615  | 625  | 682  |

| 1968 | 1975 | 1982 | 1990 | 1999 | 2006 | 2011 | 2016 | 2021 |
| ---- | ---- | ---- | ---- | ---- | ---- | ---- | ---- | ---- |
| 709  | 691  | 683  | 696  | 701  | 712  | 676  | 660  | 632  |

| 2022 | - | - | - | - | - | - | - | - |
| ---- | - | - | - | - | - | - | - | - |
| 622  | - | - | - | - | - | - | - | - |

## Économie
Saint-Louis est le siège et le lieu de production d'Oliger France, fabricant de cheminées et de poêles à bois et à granulés (disposant de modèles en faïence), créé en 1970 par Marcel Lantz (1937-2021) et son épouse Annette Oliger.

### Commerce
Alimentation générale, près de l'église.

## Culture locale et patrimoine

### Lieux et monuments

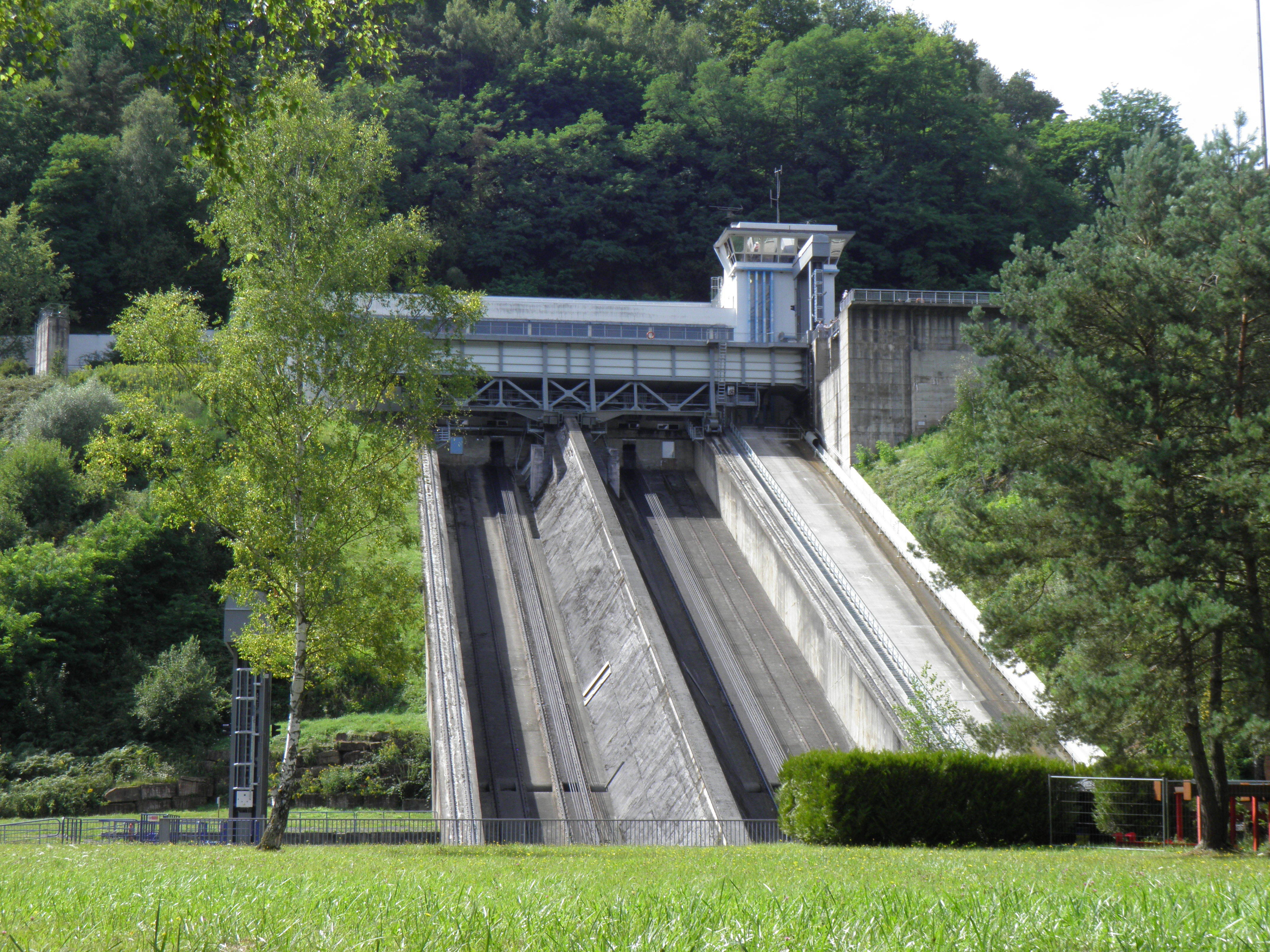
Plan incliné de Saint-Louis et Azrviller.

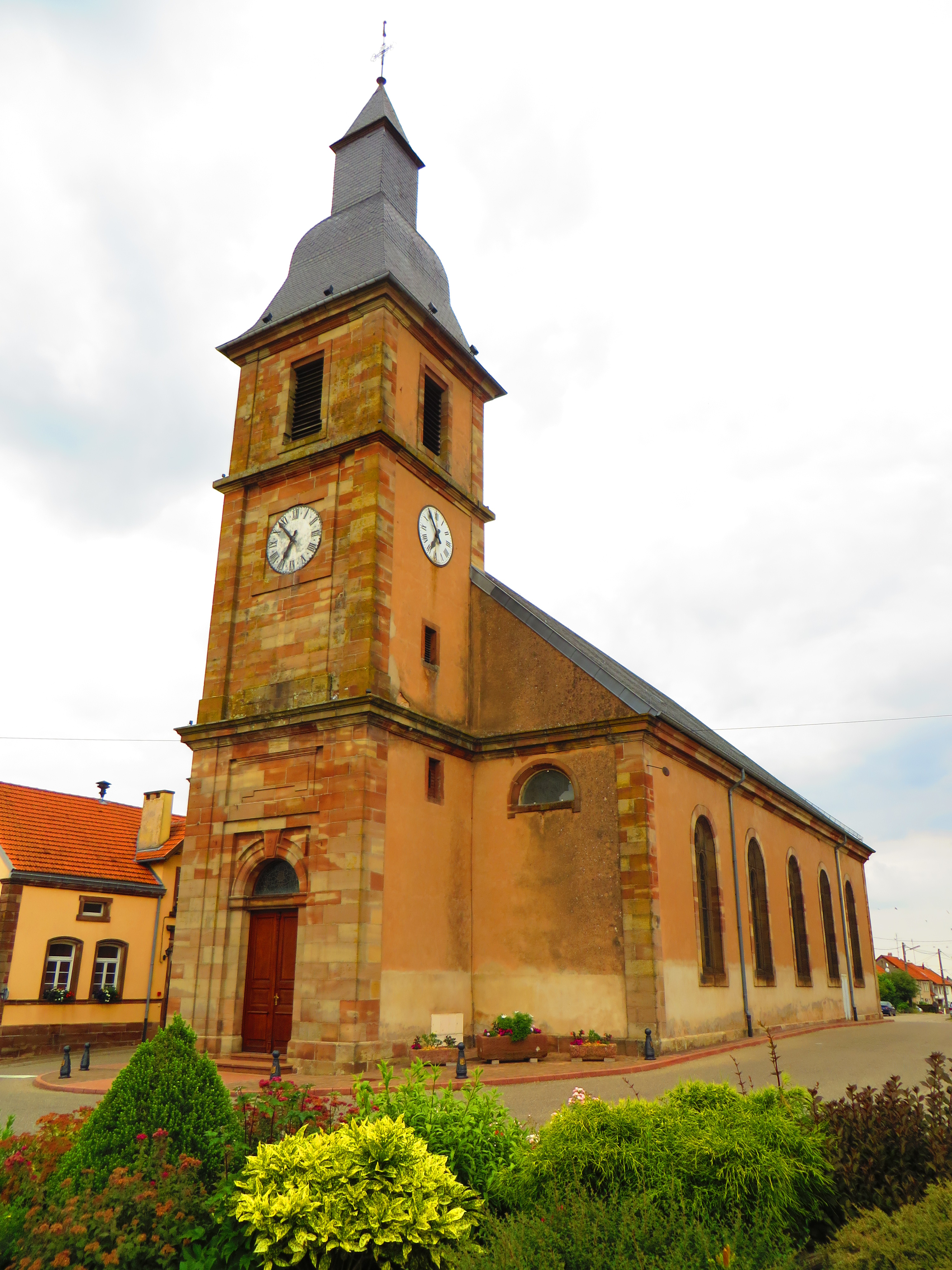
Église Saint-Louis.

- Vestiges gallo-romains : fragments de stèles-maisons.
- Plan incliné entre Saint-Louis et Arzviller sur le canal de la Marne au Rhin, mis en service en janvier 1969, en remplacement de 17 écluses sur 4 km ; unique en Europe. Le plan incliné peut accueillir un trafic de 39 péniches par jour, avec une montée réalisée en 4 minutes et un temps de parcours total de 20 minutes entre l’entrée et la sortie du bateau (contre une journée avec l’ancien tracé).
- Musée de la Batellerie, sur une péniche rénovée : logement du batelier, exposition des outils et machines de la navigation de jadis, locomotive de traction ; maquette du plan incliné en mécano.
- Église Saint-Louis de 1767, bâtie sur le modèle d'« église-grange » traditionnellement employé en Lorraine dans les églises rurales depuis le 18e siècle, avec une tour-clocher ouvrant sur une nef à vaisseau unique.
- Monument aux morts : au nombre des « victimes civiles » de 1939-45, les résistants Antoine Oliger (cheminot, 1894-1944), déporté au camp de concentration de Natzweiler-Struthof, mort au camp de concentration de Vaihingen, et sa femme Eugénie Oliger née Dillenschneider (1892-1945), déportée au camp de concentration de Ravensbrück où elle est morte. « Morts pour la France », ils ont été décorés à titre posthume en 1960 de la médaille militaire.

### Personnalités liées à la commune
- Louis de Guise, baron d'Ancerville (1588-1631), fondateur du village en 1629.
- Pierre Küchly (1836-1908), prêtre et député au Reichstag à Berlin de 1890 à 1903 (Alsace-Moselle annexée). Il siège comme député lorrain protestataire, représentant les électeurs des circonscriptions de Sarrebourg et Château-Salins. Son arrière-petit-neveu Eugène Kuchly (1930–1986) fut maire de Saint-Louis (1953–1956)
- Antoine Froelicher (12-12-1894 / 04-06-1996) : né à Saint-Louis, où il demeurait. Parmi les derniers combattants de la Grande guerre, mort à 101 ans, incorporé dans l'infanterie allemande (front russe, puis français), il sera fait prisonnier par les Australiens.

### Héraldique
| Blason de Saint-Louis | Blason  | D'or à la bande de gueules chargée de trois alérions d'argent, à la barre ondée de gueules brochant sur la bande, au lambel de gueules en chef et une couronne d'épines de sable en abîme. |
| Blason de Saint-Louis | Détails | Les alérions (petits aigles) de Lorraine et le lambel (meuble rouge formé d'un filet horizontal assorti de pendants trapézoïdaux placé en chef) sont les armes de Louis de Guise, prince de Lixheim qui, en créant Saint-Louis en 1629, refonde l'ancien hameau de Rothenbach détruit par la Guerre de Trente ans. La barre ondée rouge rappelle l'ancien nom de Rothenbach et la couronne d'épines évoque le nom de saint Louis patron de la localité. Le statut officiel du blason reste à déterminer. |

## Loisirs
- Visite du plan incliné (voir description du site au chapitre patrimoine). Sur le mur de soutènement de la route du plan incliné, une grande fresque murale (accès réservé aux visiteurs) est titrée : « La vie du canal au fil du temps – Les principaux sites du pays de Sarrebourg ». Réalisée par Lorenzo Lorenzini sur une maquette d’Armand Reimel, elle mesure 12 m sur 5. Pour le côté « vie du canal » elle oppose une ancienne écluse classique aux portes commandées par des treuils à manivelles avec le plan incliné, modèle de technologie moderne. Opposition également dans les moyens de traction, animale d’abord par des chevaux, puis par de petites locomotives sur des rails suivant les chemins de halage avant que les péniches ne soient autotractées par moteurs. Côté « sites du pays de Sarrebourg », figurent la Porte d’Allemagne à Phalsbourg et le château de Lutzelbourg (droite), le musée Chagall et le rocher de Dabo (gauche).
- Luge alpine du plan incliné : 500 m de descente en luge sur rail avec des passages à 10 m du sol.

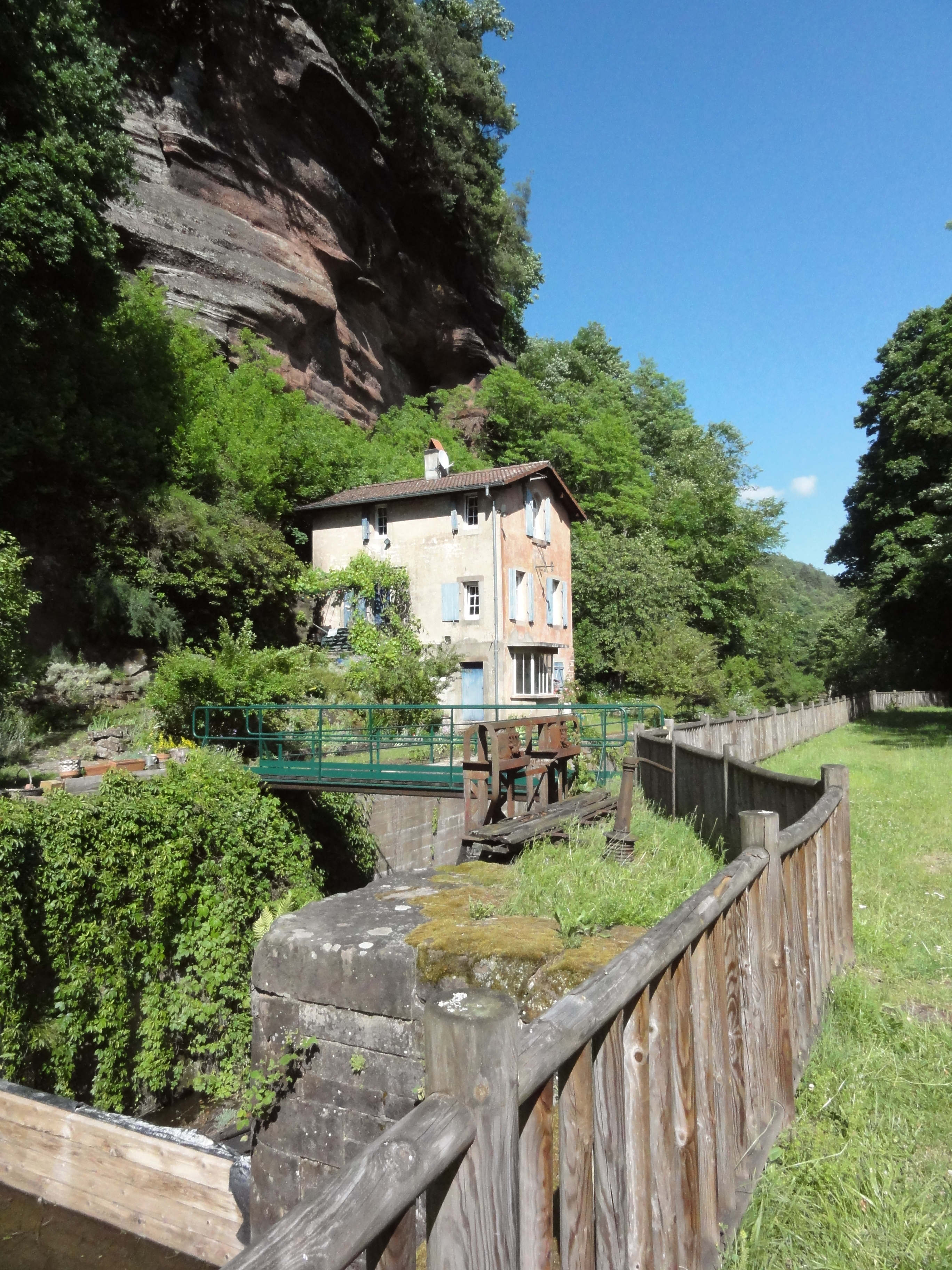
Vallée des Éclusiers à Henridorff.

- Vallée des Éclusiers : L’échelle d’écluses d’Arzviller / Henridorff, construite en 1853 afin de permettre au canal de la Marne au Rhin de franchir le seuil des Vosges, est constituée de 17 écluses réparties sur 4 km pour franchir un dénivelé de 45 mètres. Elle est témoin de l'intense activité fluviale et industrielle du 19e siècle. Fermée à la navigation en 1969, date de la mise en service du Plan Incliné, la Vallée des Éclusiers est un lieu de promenade qui accueille cyclotouristes, pêcheurs, grimpeurs et amateurs de nature et de patrimoine. Aménagée en voie verte, elle peut se parcourir en train touristique au départ du Plan Incliné.
- Au lieu-dit Hofmuhl, le site d'une ancienne miroiterie en bas du plan incliné accueille :
  - Un magasin de brocante,
  - Un magasin de poteries,
  - Une brasserie artisanale des Éclusiers : visite et dégustation de 370 sortes de bières,
  - La Cristallerie Lehrer du plan incliné : découverte les gestes des verriers d'autrefois avec des démonstrations de soufflage de pièces en cristal par maître-verrier, magasin de vente.
- Outre le tourisme, Saint-Louis est un lieu de randonnée offrant ses paysages dégagés et son panorama sur la vallée de la Zorn qui accueille le canal de la Marne au Rhin.

## Sports
- USSL : Union sportive de Saint-Louis Lutzelbourg : Club de football amateur constitué de 2 équipes séniores.

## Pour approfondir